# IF Göta
För andra betydelser, se Göta.
IF Göta Karlstad eller Karlstad-Göta är en idrottsförening från Karlstad som bildades 1904. IF Göta har numera endast friidrott på programmet men hade tidigare även ett bandylag, IF Göta Bandy, som efter att ha gått samman med IF Boltic år 2000 spelade som BS Boltic Göta.
Fram till 1976 fungerade IF Göta som en förening, men därefter blev bandy- och friidrottssektionerna självständiga. Klubbfärgen är röd och klubbmärket föreställer landskapet Värmlands örn på ett lagerkransat G.
Kända friidrottare från IF Göta är Ann-Louise Skoglund (400m häck), Sven Nylander (400m häck), Patrik Bodén (spjut), Rune Almén (höjd), Monica Westén (400m häck och mångkamp), Claes Nyberg (långdistans), Henrik Larsson (100m), Johan Engberg (100m), Per Jacobsen (3000m hinder), Mikael Jakobsson (400mh), Emma Björkman (400m), Erica Mårtensson (400m häck) och Emma Rienas (100m). Förre förbundskaptenen i svenska friidrottslandslaget 2001-2004, Ulf Karlsson har stark knytning till IF Göta. Han var även tränare till Mikael Jakobsson och  Louise Gundert (400m häck).
I samband med 100-årsjubileet 2004 gick svenska mästerskapen i friidrott på Tingvalla IP i Karlstad där Göta tog en hel del medaljer. Man har tidigare arrangerat Stora friidrotts-SM 1919, 1975 och 1990. Senare har man anordnat SM 2019 och kommer att göra så även 2025.
Föreningen har cirka 1 100 medlemmar och är en av nationens största friidrottsföreningar. Utöver en gedigen friidrottsverksamhet för allt från barn till veteraner bedriver föreningen flera motionslopp. Bland annat Karlstad Stadslopp (fd. Götajoggen) och Tjurruset är viktiga motionsarrangemang i hela regionen. Årligen arrangeras även Karlstad GP med toppfriidrott på Tingvalla.

## Ishockey
När ishockey introducerades i Karlstad 1942 var det med en match mellan IF Göta och Slottsbrons IF. Till säsongen 1943/44 blev Värmlandsserien en del av den nystartade Division II med bl.a. IF Göta som deltagande lag. Till säsongen 1944/45 utökades högsta serien med fyra lag. IF Göta kvalificerade sig med sin serieseger trots att man förlorat i kvalet. Det blev 10 matcher utan seger i högsta serien och 0 poäng gör att laget är parkerat sist i maratontabellen för högsta serien i Sverige. Förutom året i högsta serien har laget dessutom nått en kvartsfinal i Svenska mästerskapen 1945. Efter att ha åkt ur högsta serien spelade man i Division II sex av de sju följande säsongerna.
Säsonger
| Säsong    | Division                       | Placering | SM/Playoff/Kval                                                                     |
| --------- | ------------------------------ | --------- | ----------------------------------------------------------------------------------- |
| 1941/1942 | Värmlandsserien                | 1         | SM: Utslagna i andra omgången av Karlberg                                           |
| 1942/1943 | [ a ]                          |           |                                                                                     |
| 1943/1944 | Division II Västra             | 1         | Kval: Utslagna av Traneberg, uppflyttade SM: Utslagna i första omgången av Hammarby |
| 1944/1945 | Division I Södra               | 6         | nerflyttade SM: Utslagna i kvartsfinalen av AIK                                     |
| 1945/1946 | Division II Västra             | 2         |                                                                                     |
| 1946/1947 | Division II Västra             | 2         |                                                                                     |
| 1947/1948 | Division II Västra             | 3         |                                                                                     |
| 1948/1949 | Division II Västra B           | 2         |                                                                                     |
| 1949/1950 | Division II Västra B           | 5         | nerflyttade                                                                         |
| 1950/1951 | Division III Västsvenska Norra | 1         |                                                                                     |
| 1951/1952 | Division II Västra B           | 5         | nerflyttade                                                                         |

Anmärkningar
1. ↑  Värmlandsserien spelades inte denna säsong p.g.a. dålig vinter.[10]
2. ↑  Svenska Ishockeyförbundet beslutadee utöka Division I med fyra lag till nästa säsong. Alla seriesegrare flyttades upp och man bortsåg från resultatet i kvalet.[5]